# قزست
قَزسَت، نام نخستین ماهواره فضایی قزاقستان است که در ۱۸ ژوئن ۲۰۰۶، توسط راکت پروتون-کی پرتاب شده‌است. این ماهواره دارای ۱۲ گیرنده خودکار است که هرکدام آنها ۷۲ مگا هرتز هستنند. این ماهواره یک ماهواره ارتباطی است و در مدار زمین‌هم‌زمان قرار دارد که حدوداً ۳۶۰۰۰ کیلومتر از زمین فاصله دارد. این ماهواره توسط مراکز فضایی خرانیچف و آلنیا اسپازیو تولید گردیده‌است.کنترل قزست، برای اولین بار در ژوئیه سال ۲۰۰۸ از دست رفت و در اکتبر سال ۲۰۰۸ به‌طور کلی از کنترل زمینی خارج شده‌است.